# Hipólito Yrigoyen
För andra betydelser, se Hipólito Yrigoyen (olika betydelser).
Juan Hipólito del Sagrado Corazón de Jesús Yrigoyen, född 12 juli 1852 i Buenos Aires, död 3 juli 1933 där, var en argentinsk politiker. Han var Argentinas president under två sejourer, 1916–1922 och 1928–1930.

## Biografi
Yrigoyen studerade juridik och utbildade sig till advokat. Han blev 1872 kapten vid nationalgardet och var 1881–1905 lärare vid en flickskola, men ägnade sig från slutet av 1870-talet huvudsakligen åt politik. 
År 1880 valdes han in i kongressen. Den radikale Yrigoyen gjorde en betydande insats för allmän rösträtt och blev vid det radikala partiets UCR:s seger 1916 vald till president för tiden 1916–1922, då en reformperiod började. Yrigoyen, som höll Argentina utanför första världskriget, hade en stark ställning och sökte dominera även under sin efterträdare Marcelo Torcuato de Alvear, vilket ledde till en brytning dememellan. 1928 blev Yrigoyen på nytt vald till president, men levde högt på den prestige han tidigare förvärvat och missbrukade nu sin ställning. Gunstlingssystem florerade, statens finanser råkade i oordning, valutan sjönk och det fria ordet tystnade. 
En officersjunta, ledd av general José Félix Uriburu, gjorde 1930 uppror, och trupper ryckte in i Buenos Aires, vars befolkning anslöt sig till upproret. Yrigoyen försökte fly men greps och deporterades till ön Martín García.